# Bulbophyllum patens
Bulbophyllum patens là một loài phong lan thuộc chi Bulbophyllum.